# Бартелеми (кардинал)
Бартелеми  (Barthélemy, также известный как Bartolomeo di S. Pudenziana) — католический церковный деятель XIII века. Был настоятелем кафедрального собора в Шалон-сюр-Марн. В феврале 1226 года был избран епископом Шалона параллельно с Робером де Труа из Реймса. 22 марта 1228 года папа Григорий IX решил конфликт в пользу Бартелеми.
На консистории 18 сентября 1227 года был провозглашен кардиналом-священником с титулом церкви Санта-Пуденциана.